# 謝爾曼鎮區 (密蘇里州達拉斯縣)
謝爾曼鎮區（英語：Sherman Township）是位於美國密蘇里州達拉斯縣的一個行政鎮區。

## 地方資料
謝爾曼鎮區的面積為94.12平方千米，當中陸地面積為94.04平方千米，而水域面積為1.08平方千米。根據2020年美國人口普查的數據，當地共有人口469人，而人口密度為每平方千米4.98人。